# Rikarudo Higa
Rikarudo Higa, nato Ricardo Higa (比嘉 リカルド?, Higa Rikarudo; Campinas, 4 maggio 1973), è un allenatore di calcio a 5, ex giocatore di calcio a 5 ed ex calciatore brasiliano naturalizzato giapponese.

## Carriera
Con la nazionale maschile di beach soccer del Giappone ha disputato il campionato mondiale di beach soccer 2009 in cui la selezione nipponica ha raggiunto i quarti di finale.

## Palmarès

### Calcio a 5
- Coppa d'Asia: 1
Uzbekistan 2006